# De Noedweg
De Noedweg was een klein waterschap in de Nederlandse provincie Friesland dat een bestuursorgaan was van 1929 tot 1978. Het grondgebied lag in de gemeente Doniawerstal ten noorden van Spannenburg en even ten westen van Sint Nicolaasga.
Doel van het waterschap was het regelen van de waterstand. Hoewel het waterschap per brief aan Provinciale Staten van Friesland bezwaar maakte in 1975, werd het waterschap per 1 maart 1978 opgeheven en ging het bij de eerste grote waterschapsconcentratie in die provincie op in het waterschap Tusken Mar en Klif. Na verdere fusies valt het gebied sinds 2004 onder Wetterskip Fryslân.